# Uighurere
Uighurere også stavet Uyghurere er et folkeslag, som primært lever i den nordvestlige kinesiske provins Xinjiang Uighur Autonome Region (Shinjang Uyghur Aptonom Rayoni/Xīnjiāng Wéiwú'ěr Zìzhìqū), der også kendes under betegnelsen Østturkistan, Østturkestan, Kinesisk Turkestan eller Uyghurstan.
Uighur-folket er et af den Kinesiske folkerepublik 56 officielle mindretal. Der findes ca. 8,4 mio. uighur i Kina, og derudover er der grupper af varierende omfang i Pakistan, Kasakhstan, Kirgisistan, Usbekistan, Mongoliet og Tyrkiet.
I alt omfatter uighur-folket omkring 15 millioner mennesker, som overvejende bekender sig til den sunni-muslimske religion.

## Historie
Xinjiang, eller "Det nye territorium" blev af kinesiske herskere brugt som forvisningssted for besværlige kinesere allerede under Han-dynastiet under den brutale "første kejser" Qin Shi Huang (259-210 f. Kr.).

### Kokturkiske khanat
Sammen med de såkaldte kokturker var uighurene et af de største og mest udholdende af de turkotatarisk-talende folkeslag i Centralasien. De bestod som en stammeføderation regeret af Juan Juan-konføderationen fra 460 til 545 og derefter af heftalittene fra 541 til 565, før de blev gjort til en del af det kokturkiske khaganat. I kinesiske kilder blev de omtalt som Huíhé og Huihu. I 700-tallet, da de fortrængte gokturkerne, oprettede de et eget khaganat. Khaganatet strakte sig fra Det Kaspiske Hav til Manchuriet og bestod fra 745 til 840, da kirgiserne etablerede sig med styrke. Resultatet blev, at uighuriske stammegrupper forflyttede sig til en række nye områder, såsom til Xinjiang og Gansu, og ud på de centralasiastiske stepper. I Jungaria og i Tarimbækkenet oprettede de kongedømmet Idiqut, som vedvarede til 1209, da det blev underkastet mongolerne under Djengis Khan.
Uigurerne tilhører den store gruppe af tyrkiske og mongolske stammer, som allerede i første årtusinde f. Kr. befolkede det østlige Centralasien og det sydlige Sibirien. De kom tidligt kulturelt og politisk under påvirkning fra kineserne, men ligeledes fra nordarierne og med dem blandede folk og modtog de vigtige kulturelle træk, blandt andet et på ældre aramæisk grund hvilende alfabet.
Sådanne stammer havde allerede f. Kr. deres midtpunkt syd for Baikal-søen, hvor siden staden Karakorum (det senere Karabalgassun) ved Orkhon-floden opstod. Samme sted opstod de ældste tyrkiske indskrifter omkring 700-tallets begyndelse. Et andet uigurisk centrum opstod i 400-tallet med Kina som udgangspunkt i Karachodja lige øst for Turfan. Uigurer omtales i kinesiske kilder allerede i 1. årh. f. Kr.; en sydlig gren af dem var da bosat i det senere Østturkestan og bekendte sig til buddismen. Fra 600-tallet lader de til at have gjort sig stærkt gældende i øst; efter 744 beherskede de fuldstændigt Karakorum-riget. En yngre gren af den regerende chaghan-æt (chagan er en lidt yrkisk form for chan) grundlagde omkring 850 i Karachodja det egentlige uigurrige. Disse chaghaner bar titlen ydyqut (også idiqut), og deres stad fik derfor navnet Ydyqutsehri, "ydyquternes stad". Om dette rige havde man tidligere kun andenhåndsberettelser (fortrinsvis kinesiske kilder), indtil udgravninger blev udført i 1900-tallets begyndelse i Turfan og andre steder i Østturkestan (især af tyskerne Grünwedel og Le Coq, men også af englændere og franskmænd), der frembragte beviser om deres rige og blomstrende blandingskultur.
Uigurernes historiske rolle var betinget af deres stilling som fredelige handelsfolk i verdenshandelens gamle transitland. Nogen fast nationel enhed havde de aldrig; deres statsdannelser udgjordes af løse og let sammenfaldende konglomerater af heterogene folkeslag, blandt hvilke de udgjorde den herskende klasse. Deres kultur fremstår som en blanding af kinesisk, indisk, iransk og syrisk-kristne elementer. Fuld religionsfrihed var rådende: buddhisme, kristendom (i nestoriansk form) og manikæisme trivedes der side om side. Især den sidstnævnte religion indtog efter uigurkanens overgang til denne omkring 760 så stærk en stilling i riget, at det efter denne tid kunne betragtes som manikæismens klassiske land. Fra de nestorianske kristne overtog uigurerne den syriske skrift (en yngre form af det aramæiske alfabet). Deres litteratur, mestendels oversættelser, var righoldig og foreligger på flere sprog, af hvilke flere først i det 20 århundrede blev draget frem af glemsel; kunsten stod i høj blomstring.
Uigurisk kultur havde også det rige, som i 900-tallet fik Kaschgar som midtpunkt. Dets herskere overgik imidlertid til islam, og det uiguriske folkeelement blev fortrængt af andre tyrkiske stammer. Dette statssystem trængte mod vest og syd og ingreb stærkt i kalifatets historie; det var således herfra, at araberne fik deres første underrettelser om uigurerne. Dette vestlige rige fejedes bort i 1120 af de så kaldte kara-kitaj, som brød frem fra øst og dannede et stort rige helt til Aralsøen, mens ydyquternes østlige rige bestod frem til mongolstormen under Djengis Khan. Men dermed var dets kulturelle mission ikke slut. Djingis Khan anvendte i stor udstrækning uigurer som embedsmænd og hofhistoriografer, og de blev således mongolernes kulturelle læremestre.
Turkotatarer i det vestlige Tarim-bækken begyndte at konvertere til Islam i 900-tallet, men de fleste uighurer i Besh Balik- og Turfan-områderne ikke konverterede før i 1400-tallet, da Jarkand-khanatet, en mongolsk efterfølgerstat i det vestlige Tarim, ekspanderede ind i deres områder. Fra da af begyndte forfædrene til de moderne uighurer at kalde sig selv uighurer, omend de identificerede sig som "turki" eller "musulmaner".
Før de konverterede til islam, var der blandt uighurerne både manikeere, buddhister og til og med nogle assyriske kristne. Genetisk og kulturelt nedstammer de moderne uighurer til dels fra nomadiske turkomanske stammer, fra de mange iransk-talende grupper som sakaer og sogdianere som tidligere havde bosat sig i oasebyer i Tarimbækkenet, og de central-indoeuropæisk talende tocharer. Endnu kan man møde uighurer med lys hud og lyst hår.
En mindre gruppe uighurer drog til det, som senere blev til Gansu-provinsen i Kina, hvor de konverterede fra manikæismen til tibetansk buddhisme. I modsætning til sine folkefrænder længere vest på konverterede de ikke senere til islam. De udgør med dette et usædvanlig element blandt de turkotatariske folk. Deres efterkommere bor der den dag i dag og er kendt som yugurer (de udgør omkring 10.000 mennesker).

### Sven Hedins rejser
Den svenske opdagelsesrejsende Sven Hedin rejste meget i Østturkestan blandt uighurerne i begyndelsen af 1900-tallet og havde et specielt nært forhold til dette folkeslag.

### Kampen for en egen stat
Uighurene proklamerede i 1944 deres en egen stat efter sammenbruddet for Chang Kai-chek's nationale regime og kaldte staten for Republikken Østturkestan. Da kommunisterne kom til magten i 1949 på det kinesiske fastland, boede der kun 300.000 kinesere i Xinjiang ud af en samlet befolkning på omkring 5 millioner. Efter at kommunisterne havde besat Xinjiang, blev området erklæret en "selvstyrede region" i 1955, men fik reelt kun lidt frihed. Kommunistpartiet arresterede tusindvis af uighurer og andre muslimer under påstande om, at de var "godseiere", spioner eller system-undergravere, og jord og kvæg blev kollektiviseret. I 1966 startede Kulturrevolutionen i Kina, og alle moskeer blev lukket af Rødegardisterne. Først i 1979, under Deng Xiaoping, blev en del moskeer genåbnede.
I 1990'erne startede en ny siniseringspolitik i Xinjiang. Han-kinesere blev opfordrede af myndighederne til at bosætte sig der. Staten stimulerede tilflytning og mobiliserede civile kinesere under slagordet «Drag vestover!». Fund af olie og naturgas i ørkenen i Xinjiang fremmede tilflytning. Der blev tillige bygget en olierørledning til kysten i øst. Ved folketællingen i 2000 var antallet af han-kinesere vokset til 7,5 millioner, mens det var ca 8 millioner uighurer, og andre folkeslag udgjorde omkring 4 millioner. Antallet han-kinesere og uighurer er altså omtrent lige stort i provinsen – og hvis man medtager 2,5 millioner han-kinesere, som er kontraktarbejdere for Statsselskabet for produktion og udbygning i Xinjiang, og 500.000 soldater i Folkets befrielseshær, kan der opholde sig godt over 11 millioner han-kinesere i Xinjiang til enhver tid.
De seneste årtier har regeringen i Beijing videreført en kinesifiseringspolitik, som ligner undertrykkelsespolitikken i Tibet – civile han-kinesere opfordres til at slå sig ned i Xinjiang-provinsen. Modstanden mod den hårdhændede kinesiske politik er bred, men ytrer sig også gennem radikale islamiske grupper som Øst- Turkestans Islamiske Bevægelse (ETIM). I efteråret 2001 blev 22 uighurer sat i fangenskab i Guantanamo i forbindelse med arrestationer i Afghanistan. Organisationen ETIM står på FNs terroristliste. Fremvæksten af radikal islam i Centralasien har motiveret Beijing til at forøge politiets og militærets nærvær og søge sikkerhedssamarbejde med Rusland og de centralasiatiske lande gennem den såkaldte Shanghai-gruppe.
I 1999 blev lederen af «De tusind mødres bevægelse», Rebiya Kadeer, arresteret og fængslet i Kina. Hun ledede en bred velfærdsorganisation og blev uighurenes talskvinde. I 2004 blev Kadeer løsladt efter påtrykning fra USA, hun fik Raftoprisen og blev genforenet med sin mand i USA. Løsladelsen førte formentlig til, at USA svækkede kritikken af Kinas brud på menneskerettighederne. Optøjer blandt uighurene har været konstante, med voldelige sammenstød blandt andet i 2004. I juli 2009 brød det hidtil kraftigste uiguriske oprør ud i provinsen, mindst 159 mennesker blev dræbt og 1.000 såret ifølge officielle kilder. Den 8.juli indførte de kinesiske provinsmyndigheder portforbud i hovedstaden Urumqi.
I begyndelsen af 2017 indførte den kinesiske regering forbud mod fuldskæg og kvinders burka – i forordningen hedder det, at abnorm hårvækst og klæder, der dækker hele kroppen og ansigtet, er forbudt – samt pligt til at følge nyheder fra regeringen på tv og radio. Det blev tillige forbudt at sprede "ekstremistiske idéer". Senere fulgte i april et forbud mod at give børn 25 islamiske navne, som fx Muhammad, Jihad, Saddam og Medina. Ifølge embedsmænd vil borgere, der ikke overholder forbuddet, risikere at skulle give afkald på offentlige ydelser for deres børn, herunder uddannelse og sundhedsydelser. menneskerettighedsorganisationer og Uighurer rapporterer desuden også, at uighurer kan blive sendt i arbejdslejr, hvis de har et familiemedlem, som er flygtet fra Kina, og som derefter tager kontakt til familiemedlemmer i Kina.